# 根室半島沖地震
根室半島沖地震（ねむろはんとうおきじしん）とは、北海道根室半島の南東沖の太平洋で発生する地震。過去数回発生している。
根室半島南東沖の大地震は、大きく分けて2種類あると考えられている。
- M7.9前後、発生間隔約70年ほどの地震。1973年根室半島沖地震がこのタイプ。
- M7.1前後、発生間隔約20年ほどの地震。

いずれも、北海道が乗る北アメリカプレートの下に太平洋プレートが沈み込んでいる千島海溝近辺で起こる海溝型地震である。

## 1973年と同型の巨大地震
約70年ほどの間隔で発生するM 8規模の地震。直近の地震は1973年に発生している。
また、津波堆積物や地殻変動調査から、根室沖含む千島海溝南部沿岸では17世紀初頭にかなり規模の大きなプレート境界型の地震が発生したと考えられており、この地震は慶長三陸地震と同一という指摘がある。このような地震・津波イベントの発生間隔やイベントごとの規模の揺らぎなどは不明確。

### 1843年
1843年十勝沖地震は、津波記録や震度分布から根室半島沖の領域も活動していた可能性が指摘されている。但し、17世紀初頭イベントのような巨大津波は発生していない。

### 1894年
1894年3月22日に発生。M 7.9（Mw 8.3・Mt 8.2）と推定されている。釧路・根室で最大震度5を観測、北海道から中部地方にかけて有感となった。厚岸で2m、大船渡で1.8m、国後島で0.9-1.2mの高さの津波を観測。死者1名・負傷者6名、家屋全半壊41棟の被害。

### 1973年
1973年6月17日12時55分に発生。Mj 7.4（Mw 7.8・Mt 8.1）、震源は根室半島南東沖の北緯42度58分 東経145度57分 / 北緯42.967度 東経145.950度の地点で、震源の深さは40km。釧路と根室で震度5を観測したほか、北海道全域と東北・関東の太平洋側で有感となった。気象庁はこの地震を「1973年6月17日根室半島沖地震」と命名した。
震源域は、千島海溝に並行な200km * 100km程度の長方形の領域で、釧路町尻羽岬沖から多楽島・色丹島の中間地点の沖に相当する。暫くこの地域を震源とする地震が発生していなかったため、地震空白域とされていた。余震などを考慮してMの総量を考えるとM 7.7程度になると考えられ、70年周期の大地震に該当すると見ることができる。

#### 各地の震度
| 震度 | 都道府県 | 観測所                             |
| ---- | -------- | ---------------------------------- |
| 5    | 北海道   | 釧路・根室                         |
| 4    | 北海道   | 網走・浦河・帯広・本別通報所・広尾 |
| 4    | 青森県   | 青森・むつ                         |

#### 津波
本震による津波
地震発生から11分後の13時6分に北海道の太平洋沿岸、それから7分後の13時13分に東北地方の太平洋沿岸に津波警報がそれぞれ発表された。根室市花咲港で最大2.8mを観測したのをはじめ、太平洋岸各地に津波が到達した。浸水被害が300棟近くに達し、負傷者26人であったが、幸いにも死者は出なかった。なお、6月24日11時43分にM 7.3、釧路で最大震度5を観測する余震が発生し、この地震でも津波が発生したが、死者などの大きな被害は出ていない。海底隆起による津波で波源域の長さは約130km、面積 7.2 * 103km2と推定されている。
余震による津波
1週間後の6月24日にMw 7.1が、翌年9月27日にはMw 6.7の地震が発生し、小規模な津波を伴った。また、1975年6月10日にはMw 7.0の地震が発生し、津波で花咲漁港の岸壁上まで浸水した。なお、この津波は、和歌山県串本や小笠原でも観測された。

## それ以外の根室半島沖地震
約20年ほどの間隔で発生するM7規模の地震など。

### 1900年
1900年12月25日発生。Mj 7.1、震源の深さは浅いと推定。震源は北緯約43度、東経146度付近とやや不正確な推定しかない。

### 1935年
1935年9月11日発生。Mj 6.9（Mw 7.5）、震源の深さは浅いと推定。根室と釧路で最大震度4。

### 1968年
1968年1月29日10時19分発生。Mj 7.2 （Mw 7.4）、震源の深さ35km。震源は北緯43.5度、東経146.8度と推定され、色丹島南方沖に位置する。

### 2000年
2000年1月28日23時21分発生。Mj 7.0 (Mw 6.8)、震源の深さ59km。根室市や釧路市などで震度4。海溝型ではなく、スラブ内地震の可能性が高い。

### 2004年
2004年11月29日3時32分発生。Mj 7.1 (Mw 7.0)、震源の深さ48km。釧路町、弟子屈町、別海町で震度5強。震源地域名は「釧路沖」だが根室半島沖地震の震源域の北西端に位置する。7日後の12月6日に最大余震のMw 6.8の地震が発生した。
| 震度 | 都道府県 | 観測点名 |
| ---- | -------- | --- |
| 5強  | 北海道   | 弟子屈町美里・釧路町別保・別海町常盤 |
| 5弱  | 北海道   | 新冠町北星町・静内町ときわ・更別村更別・釧路市幸町・厚岸町尾幌 |
| 4    | 北海道   | 空知長沼町中央・美幌町東3条・斜里町本町・清里町羽衣町・東藻琴村役場・厚真町京町・浦河町潮見・上士幌町上士幌・鹿追町東町・足寄町上螺湾・帯広市東4条・音更町元町・十勝清水町南4条・芽室町東2条・幕別町本町・忠類村忠類・忠類村明和・豊頃町茂岩本町・本別町北2丁目・広尾町並木通・音別町尺別・中標津町養老牛・根室市弥栄 |